# Champoulet
Champoulet – miejscowość i gmina we Francji, w Regionie Centralnym, w departamencie Loiret.
Według danych na rok 1990 gminę zamieszkiwały 72 osoby, a gęstość zaludnienia wynosiła 8 osób/km² (wśród 1842 gmin Regionu Centralnego Champoulet plasuje się na 1054. miejscu pod względem liczby ludności, natomiast pod względem powierzchni na miejscu 1204.).